# Gani Jakupi
Pour les articles homonymes, voir Jakupi.
Gani Jakupi, né en 1956 au Kosovo, est un dessinateur et scénariste de bande dessinée, journaliste, et compositeur de Jazz albano-kosovar.

## Biographie
Gani Jakupi, né en 1956 au Kosovo, publie sa première BD à l’âge de 13 ans, dans un magazine régional en langue albanaise. À 17 ans, il a publié dans les journaux et magazines de la plupart des républiques qui constituent la Yougoslavie.
À la fin des années 1970, il arrive à Paris, place ses dessins dans des revues humoristiques et quelques BD dans des fanzines. Il s’installe à Paris. Trois tomes de la série Matador, sur un scénario de Jakupi et avec le dessin de Labiano, paraissent entre 1991 et 1994 aux éditions Glénat. Une fois la série terminée, Jakupi déménage à Barcelone, en Espagne, et délaisse graduellement la BD. Il travaille dans l’illustration, le design, la traduction (entre autres, des œuvres de Danilo Kiš ou de Quim Monzó) ou le journalisme. Après avoir publié quelques histoires courtes, il écrit un polar, Día de gracia (SIMS, 2001), et édite des textes d’analyse politique (Un paréntesis en el silencio). La même année, il compose la bande sonore pour un court-métrage documentaire qui accompagne l’exposition « Tiran(i)a » dans le Centre de la Culture Contemporaine de Barcelone.
En 2005, il a fondé une collection de livres - disques pour un éditeur barcelonais, sur des personnalités parfois oubliées du jazz et de la musique populaire. Futuroplis publie son Le roi invisible en 2009. L’album est récompense par la Brique d’or au Festival de Toulouse[source insuffisante]. S’ensuivent Les amants de Sylvia (Futuropolis, 2010) et La dernière image (Collection Noctambule, 2012) , nommée pour le Prix France Info et le prix Médecins sans frontières. Il adapte en BD son polar publié antérieurement en espagnol, sous le titre Jour de grâce, avec Marc N'Guessan au dessin (Dupuis, 2010).
En 2010, à Douai, des planches du Roi invisible sont exposées à côté de celles réalisées par Henri Matisse pour son livre Jazz (1947).
En 2014 paraît son Retour au Kosovo, dessiné par Jorge González, dans la collection Aire Libre (Dupuis). Ce roman graphique qui décrit les premiers mois d’après-guerre au Kosovo gagne le prix spécial du jury au Romics (Festival international de la BD de Rome) 2015 et celui de la fondation Cognito au salon du livre de Bruxelles, également en en 2015.  Dans le numéro du printemps 2016, la revue XXI publie son récit graphique « Havana, USA », un reportage sur la communauté cubaine à Miami.
En 2006, pendant qu’il cherche de la documentation pour une BD sur Benny Moré, Jakupi tombe sur une photo qui déclenche sa curiosité : elle représente un guérilléro nord-américain à Cuba. Plus de douze ans plus tard, son roman graphique El Comandante Yankee (Aire Libre, 2019) et son essai historique Enquête sur El Comandante Yankee (La Table Ronde, 2019) abordent un pan méconnu de la révolution cubaine. En novembre 1957, en parallèle avec Fidel Castro, Eloy Gutiérrez Menoyo, fils de réfugiés républicains espagnols, avait établi le « Segundo Frente Nacional de l’Escambray », une deuxième armée rebelle qui combattait le dictateur Batista. L’un des officiers de Menoyo était William Alexander Morgan, un ex-soldat américain, connu sous le sobriquet de comandante Yankee. Adulés comme des héros, Morgan et Menoyo ont été ensuite évincés par Castro, et leur existence même occultée. Jakupi a effectué trois voyages à Cuba, deux à Miami, a obtenu des documents et des manuscrits comme les mémoires de Menoyo, des journaux de campagne de différents officiers rebelles, des ordres de guerres et des laissez-passer, parcouru des publications de l’époque, consulté divers ouvrages et réalisé des interviews avec une vingtaine de personnages de cette épopée oubliée. Jakupi s’est aussi fait confier une grande quantité de photographies de collections privées. El Comandante Yankee est un « roman graphique fleuve »  (224 pages au grand format) qui, entre autres, dépeint le conflit des différentes factions rebelles pour la prise du pouvoir après la fuite du dictateur, ainsi que le rôle des États-Unis dans ces stratagèmes.
En parallèle, avec son Gani Jakupi Connections, il publie l'album Aldea, qui réunit un total de 17 musiciens venu d’horizons et de cultures différentes : Kosovo, Espagne, France, Suisse, Argentine, Uruguay, Venezuela, Brésil, Moldavie, etc. Dans ce premier CD, Jakupi se limite à composer, arranger et produire tout le matériel, mais reprend la guitare pour le projet suivant, tout en recomposant la formation, afin d’y introduire un bandonéon et un violoncelle, entre autres. Le résultat en est l'album Kismet, publié en 2014. Les Connections se produisent sur scène pour la première fois en Albanie, à Tirana et à Shkodra, pour ensuite faire salles pleines au Jamboree de Barcelone, et au festival Éclats d’Émail à Limoges.
En tant que scénariste, il prépare Sertão, ou la fin de temps (Dargaud), avec Marc N'Guessan au dessin, et co-écrit avec Denis Lapière Barcelona!, dessinée par Ruben Pellejero et Eduard Torrents (Dupuis, collection Aire Libre).
Les œuvres de Jakupi ont été publiées en français, espagnol, italien, portugais, catalan, anglais, russe, polonais, serbo-croate, bosniaque, macédonien et albanais. En 2013, la maison éditoriale KOHA (Kosovo), traduit La dernière image (Imazhi i fundit) qui devient ainsi le premier album de BD jamais publié en albanais. L’association culturelle grecque « To Kafeneio ton Ideon » (sous le haut patronage de l’UNESCO) a décerné à Gani Jakupi, pour l’ensemble de l’œuvre, le prix « Alexandre le Grand » (remis auparavant à des personnalités comme Melina Mercouri ou Jack Lang). 
En 2019, Jakupi réalise son ancien rêve: un festival de BD dans son pays natal. GRAN Fest frappe fort dès sa première édition, avec des invités comme Hermann, Frank Margerin, Dave McKean, Marcello Quinatanilla ou encore Fumio Obata. Immédiatement intégré par le Ministère de la Culture de France dans le réseau BD 2020 (qui deviendra BD 20/21),  le festival marque une pause obligée par la pandémie, et récidive en 2021, en mettant en exergue les femmes auteures, avec Judith Vanistedael, Aude Mermilliud, Edith Grattery et Lili Sohn.

## Œuvre

### Albums de bande dessinée
- El Comandante Yankee, scénario et dessin de Gani Jakupi, Dupuis, collection Aire Libre, 2019  (ISBN 978-2-800-15200-4)
- Retour au Kosovo, scénario de Gani Jakupi, dessins de Jorge González, Dupuis, collection Aire Libre, 2014  (ISBN 978-2-800-15626-2)
- La dernière image, scénario et dessins de Gani Jakupi, Soleil Productions, collection Noctambule, 2012  (ISBN 978-2-302-02062-7)
- Les amants de Sylvia, scénario et dessins de Gani Jakupi, Futuropolis, 2010  (ISBN 978-2-7548-0304-5)
- Jour de grâce, scénario de Gani Jakupi, dessins de Marc N'Guessan, Dupuis, collection Grand Public, 2010  (ISBN 978-2-8001-4650-8)
- Le Roi invisible, scénario et dessins de Gani Jakupi, Futuropolis, 2009  (ISBN 978-2-7548-0206-2)
- Du Blues dans le noir, dans le livre-CD "Montoliu plays Tete", scénario et dessins de Gani Jakupi, DiscMedi, 2005
- Matador, scénario Gani Jakupi, dessins de Hugues Labiano, Glénat, collection Grafica
  1. Lune Gitane, 1992  (ISBN 2-7234-1399-3)
  2. La Part du feu, 1993  (ISBN 2-7234-1601-1)
  3. L'Orgueilleux, 1994  (ISBN 2-7234-1725-5)

### Essai historique
- Enquête sur El Comandante Yankee : Une autre histoire de la révolution cubaine, de Gani Jakupi, La Table Ronde, 2019  (ISBN 978-2-710-38758-9)

### Musique
- Gani Jakupi Connections Aldea, 2012  (EAN 8-424094-010943)
- Gani Jakupi Connections Kismet, 2014  (EAN 8-437003-875359)